# Орден Святого апостола Андрея Первозванного (Российская Федерация)
О́рден Свято́го апо́стола Андре́я Первозва́нного — высшая государственная награда Российской Федерации. Восстановлен указом президента Российской Федерации от 1 июля 1998 года № 757 «О восстановлении ордена Святого апостола Андрея Первозванного».

## Статут
Указом президента Российской Федерации Бориса Ельцина от 1 июля 1998 года № 757 орден Святого апостола Андрея Первозванного был восстановлен.
Статут ордена Святого апостола Андрея Первозванного действует в редакции указа президента Российской Федерации от 7 сентября 2010 года № 1099 «О мерах по совершенствованию государственной наградной системы Российской Федерации» с изменениями по указу от 19 ноября 2021 года № 665 «О некоторых мерах по совершенствованию государственной наградной системы Российской Федерации»:

1. Орденом Святого апостола Андрея Первозванного награждаются видные государственные и общественные деятели, военачальники, выдающиеся представители науки, культуры, искусства и различных отраслей экономики за исключительные заслуги, способствующие процветанию, величию и славе России, обеспечению её национальной безопасности и суверенитета.
2. Орденом Святого апостола Андрея Первозванного могут быть награждены за выдающиеся заслуги перед Российской Федерацией главы (руководители) зарубежных государств.
3. Знак ордена Святого апостола Андрея Первозванного носится на орденской цепи или на чересплечной ленте. При ношении знака ордена Святого апостола Андрея Первозванного на чересплечной ленте она проходит через правое плечо.
4. Ношение знака ордена Святого апостола Андрея Первозванного на орденской цепи осуществляется, как правило, в особо торжественных случаях или при наличии у награждённого ордена Святого Георгия I степени.
Звезда ордена Святого апостола Андрея Первозванного носится на левой стороне груди и располагается ниже орденов, носящихся на колодках.
При наличии у награждённого иных звёзд орденов Российской Федерации или орденов иностранных государств звезда ордена Святого апостола Андрея Первозванного располагается выше остальных звёзд.
5. Награждённым за отличия в боевых действиях вручаются знак и звезда ордена Святого апостола Андрея Первозванного с мечами.
6. При ношении ленты ордена Святого апостола Андрея Первозванного на планке она располагается выше других орденских лент.
7. При ношении ленты ордена Святого апостола Андрея Первозванного в виде розетки она располагается на левой стороне груди выше других орденских лент в виде розеток.
8. После вручения награждённому ордена Святого апостола Андрея Первозванного Управление делами Президента Российской Федерации обеспечивает изготовление портрета награждённого орденом.
9. Портрет награждённого орденом Святого апостола Андрея Первозванного выставляется в Государственном центральном музее современной истории России.

## Описание
Орден Святого апостола Андрея Первозванного имеет знак и звезду.
Знак ордена представляет собой косой крест из серебра с позолотой, покрытый синей эмалью, с изображением на нём фигуры распятого Святого апостола Андрея Первозванного. На концах креста — золотые буквы «S», «A», «P», «R» (Sanctus Andreas Patronus Russiae — Святой Андрей Покровитель России). Крест наложен на рельефную позолоченную фигуру двуглавого орла, увенчанного тремя коронами, соединёнными покрытой синей эмалью лентой, и поддерживающего лапами нижние концы креста. На оборотной стороне знака, на груди орла, размещена покрытая белой эмалью лента. На ленте прямыми, покрытыми чёрной эмалью буквами написан девиз ордена: «За веру и верность», под лентой — номер знака. Знак прикреплён к орденской ленте при помощи ушка на оборотной стороне средней короны. Высота знака — 86 мм, ширина — 60 мм.
Лента ордена шёлковая, муаровая, голубого цвета, шириной 100 мм.
Звезда ордена серебряная, восьмилучевая. В центре звезды, в круглом медальоне, покрытом красной эмалью, — рельефное позолоченное изображение двуглавого орла, увенчанного тремя коронами; на груди орла — изображение покрытого синей эмалью Андреевского (косого) креста. Вокруг медальона — покрытая синей эмалью кайма с позолоченной окантовкой. На кайме прямыми позолоченными буквами написан девиз ордена: «За веру и верность». В нижней части каймы — изображение двух скрещённых лавровых ветвей, покрытых зелёной эмалью и перевязанных позолоченной лентой. Расстояние между концами противолежащих лучей звезды — 82 мм. На оборотной стороне звезды, в нижней части, — номер звезды ордена. Звезда при помощи булавки крепится к одежде.
Орденская цепь состоит из 17 чередующихся звеньев трёх видов: позолоченного изображения Государственного герба Российской Федерации в виде двуглавого орла, имеющего на груди щит круглой формы с выполненным цветными эмалями всадником, поражающим копьём дракона; увенчанного короной и обрамлённого военной арматурой картуша, покрытого синей эмалью, в центре которого помещён позолоченный накладной вензель Петра I; позолоченной розетки в виде сияния с покрытым красной эмалью медальоном. Через середину розетки проходит синий Андреевский (косой) крест, между концами которого помещены буквы «S», «A», «P», «R». Звенья цепи соединены кольцами. Цепь выполнена из серебра с позолотой с использованием горячих эмалей.
Для награждённых за отличия в боевых действиях к знаку и звезде ордена присоединяются два перекрещённых позолоченных меча. На знаке ордена они располагаются под средней короной над двуглавым орлом. Длина каждого меча — 47 мм, ширина — 3 мм. На звезде ордена они располагаются на диагональных лучах звезды, под её центральным медальоном. Длина каждого меча — 54 мм, ширина — 3 мм.
Лента ордена на форменной одежде носится на планке высотой 12 мм, ширина ленты — 45 мм. Для награждённых за отличия в боевых действиях на ленте дополнительно располагаются два миниатюрных перекрещивающихся позолоченных меча.
На ленте ордена в виде розетки крепится миниатюрное изображение знака ордена из металла золотистого цвета с эмалью. Диаметр розетки — 16 мм.
Для награждённых за отличия в боевых действиях на ленте в виде розетки дополнительно располагаются два миниатюрных перекрещивающихся позолоченных меча, не выходящих по своим размерам за пределы розетки.
|                  |                                                |             |                                |
| Орденская звезда | Знак, звезда, орденская цепь и орденская лента | Знак ордена | Почтовый блок России, 2011 год |

## Кавалеры современной России
В 1998 году первыми кавалерами восстановленного ордена стали академик Дмитрий Сергеевич Лихачёв, оружейник Михаил Тимофеевич Калашников, президент Республики Казахстан Нурсултан Назарбаев и писатель Александр Солженицын.

### Кавалеры, награждённые по опубликованным указам
Кавалеры ордена Святого апостола Андрея Первозванного (с указанием даты и номера Указа президента Российской Федерации, которым было произведено награждение):
1. Лихачёв, Дмитрий Сергеевич (30 сентября 1998 года, № 1163) — академик Российской академии наук, заведующий отделом Института русской литературы (Пушкинский Дом) Российской академии наук, город Санкт-Петербург[4].
2. Калашников, Михаил Тимофеевич (7 октября 1998 года, № 1202) — главный конструктор, начальник конструкторского бюро по стрелковому оружию акционерного общества «Ижмаш», Удмуртская Республика[5].
3. Назарбаев, Нурсултан Абишевич (11 октября 1998 года, № 1212) — Президент Республики Казахстан[6].
4. Солженицын, Александр Исаевич (11 декабря 1998 года, № 1562) — писатель, город Москва (отказался принять награду)[7].
5. Алексий II (Ридигер, Алексей Михайлович) (19 февраля 1999 года, № 203) — Патриарх Московский и Всея Руси[8].
6. Шумаков, Валерий Иванович (3 ноября 2001 года, № 1271) — директор Научно-исследовательского института трансплантологии и искусственных органов, город Москва[9].
7. Алиева, Фазу Гамзатовна (11 декабря 2002 года, № 1400) — главный редактор журнала «Женщина Дагестана», председатель Союза женщин Дагестана[10].
8. Алиев, Гейдар Алирза оглы (10 мая 2003 года, № 521) — Президент Азербайджанской Республики[11].
9. Петровский, Борис Васильевич (4 июня 2003 года, № 603) — почётный директор Российского научного центра хирургии Российской академии медицинских наук, город Москва[12].
10. Гамзатов, Расул Гамзатович (8 сентября 2003 года, № 1040) — поэт, председатель правления Союза писателей Дагестана[13].
11. Зыкина, Людмила Георгиевна (12 июня 2004 года, № 765) — художественный руководитель государственного учреждения культуры «Государственный академический русский народный ансамбль „Россия“», город Москва[14].
12. Архипова, Ирина Константиновна (2 января 2005 года, № 1) — оперная певица, президент Международного союза музыкальных деятелей, город Москва[15].
13. Михалков, Сергей Владимирович (13 марта 2008 года, № 339) — писатель, председатель исполкома Международного союза общественных объединений «Международное сообщество писательских союзов», город Москва[16].
14. Герман (Гранин), Даниил Александрович (28 декабря 2008 года, № 1864) — писатель, председатель правления Международного благотворительного фонда имени Д. С. Лихачёва, город Санкт-Петербург[17].
15. Горбачёв, Михаил Сергеевич (2 марта 2011 года, № 257), город Москва[18].
16. Григорович, Юрий Николаевич (26 января 2017 года, № 30) — балетмейстер балетной труппы федерального государственного бюджетного учреждения культуры «Государственный академический Большой театр России», город Москва[19].
17. Си Цзиньпин (3 июля 2017 года, № 294) — Председатель Китайской Народной Республики[20].
18. Матвиенко, Валентина Ивановна (28 марта 2019 года, № 132) — Председатель Совета Федерации Федерального Собрания Российской Федерации[21].
19. Моди, Нарендра Дамодардас (12 апреля 2019 года, № 157) — Премьер-министр Республики Индии[22].
20. Пахмутова, Александра Николаевна (28 октября 2019 года, № 525) — композитор, член региональной общественной организации «Союз московских композиторов»[23].
21. Ефремов, Герберт Александрович (19 сентября 2020 года, № 568) — советник по науке акционерного общества «Военно-промышленная корпорация „Научно-производственное объединение машиностроения“», Московская область[24].
22. Кирилл (Гундяев, Владимир Михайлович) (19 ноября 2021 года, № 658) — Патриарх Московский и всея Руси[25].
23. Шаймиев, Минтимер Шарипович (20 января 2022 года, № 16) — Государственный Советник Республики Татарстан, Председатель Попечительского Совета некоммерческой организации «Республиканский Фонд возрождения памятников истории и культуры Республики Татарстан»[26].
24. Зорькин, Валерий Дмитриевич (17 февраля 2023 года, № 97) — Председатель Конституционного Суда Российской Федерации[27].
25. Лебедев, Вячеслав Михайлович (14 августа 2023 года, № 605) — Председатель Верховного Суда Российской Федерации[28].
26. Лукашенко, Александр Григорьевич (30 августа 2024 года, № 738) — Президент Республики Беларусь, Председатель Высшего Государственного Совета Союзного государства[29].
27. Лавров, Сергей Викторович (21 марта 2025 года, № 160) — Министр иностранных дел Российской Федерации[30].

### Кавалеры, награждённые по неопубликованным указам
1. Шойгу, Сергей Кужугетович (апрель 2014 года) — Министр обороны Российской Федерации[31].

### Статистика
- Самым молодым кавалером на момент награждения был Н. А. Назарбаев (58 лет), а самым пожилым — С. В. Михалков (95 лет).
- Зафиксирован один случай отказа от ордена (А. И. Солженицын).
- Среди награждённых — пятеро иностранных граждан (Н. А. Назарбаев, Г. А. Алиев, Си Цзиньпин, Нарендра Моди, А. Г. Лукашенко).
- В профессиональном отношении среди кавалеров ордена преобладают писатели (поэты) (5 человек — А. И. Солженицын, Ф. Г. Алиева, Р. Г. Гамзатов, С. В. Михалков, Д. А. Гранин), учёные и конструкторы (пять человек — Д. С. Лихачёв, М. Т. Калашников, В. И. Шумаков, Б. В. Петровский, Г. А. Ефремов), четыре артиста (Л. Г. Зыкина, И. К. Архипова, Ю. Н. Григорович, А. Н. Пахмутова), два религиозных деятеля (Патриархи Алексий II и Кирилл), один военный деятель (С. К. Шойгу), пятеро руководителей и глав правительств иностранных государств (Н. А. Назарбаев, Г. А. Алиев, Си Цзиньпин, Нарендра Моди, А. Г. Лукашенко), два деятеля судебной власти (В. Д. Зорькин и В. М. Лебедев), два министра (С. К. Шойгу и С. В. Лавров), один руководитель палаты парламента (В. И. Матвиенко), один бывший глава российского региона (М. Ш. Шаймиев) и один бывший глава российского (советского) государства (М. С. Горбачёв — президент СССР).
- Среди награждённых орденом тринадцать удостоены высшей степени отличия в СССР — звания «Герой Социалистического Труда» (двое из них, Г. А. Алиев и М. Т. Калашников — дважды). Пятеро кавалеров (Г. А. Ефремов, М. Ш. Шаймиев, В. И. Матвиенко, А. Н. Пахмутова и С. В. Лавров) удостоены высшей степени отличия России — звания «Герой Труда Российской Федерации» (при этом Г. А. Ефремов и А. Н. Пахмутова являются также еще и «Героями Социалистического Труда»). Два кавалера (М. Т. Калашников, С. К. Шойгу) удостоены звания Героя Российской Федерации. Пятеро кавалеров (В. И. Матвиенко, М. Ш. Шаймиев, В. Д. Зорькин, В. М. Лебедев и С. В. Лавров) являются полными кавалерами ордена «За заслуги перед Отечеством». Два кавалера (А. И. Солженицын и М. С. Горбачёв) являются лауреатами Нобелевской премии (по литературе и мира соответственно).
- Два кавалера (С. К. Шойгу, Г. А. Ефремов) награждены орденом с  мечами.